# How I Got My Shrunken Head
How I Got My Shrunken Head (No Brasil: A História da Minha Cabeça Encolhida e em Portugal: A Magia da Cabeça Encolhida) é um dos livros da série Goosebumps

## Sinopse
No game preferido de Mark, as cabeças encolhidas ajudam o herói a conseguir mais vidas. Por isso, ele fica muito feliz quando ganha de sua tia Benna – uma cientista que mora na ilha de Baladora – uma cabeça encolhida de verdade. Mas a felicidade dura pouco… A cabeça começa a brilhar, e Mark tem de viajar para a ilha tropical. Lá, as aventuras na floresta se tornam perigosas e assustadoras. Será que Mark conseguirá sobreviver a esse jogo ou será game over?

## Personagens
- Mark Rowe: Personagem Principal.
- Benna Rowe: Tia de Mark, Irmã da Mãe de Mark.
- Carolyn Hawlings: Parceira de Trabalho de Benna. É irmã de Richard e tia de Kareen.
- Cabeça Encolhida: Luis é o líder dos "cabeça encolhida", ele tem o ombro estreito, pernas curtas e um cavanhaque cheio de carrapatos. Seu principal parceiro é Wallace.
- Dr. Richard Hawlings: Parceiro de Trabalho de Benna.
- Kareen Hawlings: Filha do Dr. Richard Hawlings. Sobrinha de Carolyn.

### Personagens Secundários
- Joel: Amigo de Mark.
- Eric: Amigo de Mark.
- Jéssica Rowe: Irmã de Mark.
- Ernesto: Trouxe Mark e Carolyn para Baladora (eles primeiro tiveram de ir de avião para a Ásia).
- Alice Rowe: Mãe de Mark.
- Ed: Possivelmente, pai de Mark. Não aparece no livro, mas aparece no episódio.

## Magia da Floresta
Tia Benna deu a Magia da Floresta para Mark quando ele tinha 4 anos. Mas ele não sabia que possuía a Magia da Floresta. Richard, Carolyn e Kareen queriam se apoderar da Magia da Floresta. Para Mark, ou talvez Benna, usar a Magia da Floresta ele precisa segurar a Cabeça Encolhida (somente a dele, que tem um arranhão feito por Jéssica) e gritar a palavra: Kah-lee-ah!
No final do livro, Benna hipnotiza Mark para ele não ter mais a Magia da Floresta. Ela também tira a magia da Cabeça Encolhida. A Magia da Floresta tem centenas de anos e pertenceu ao povo de Oloia.

## Baladora
A ilha onde Tia Benna trabalha. É um lugar bem exótico. A única maneira de ir para a ilha é através do avião de Ernesto. A ilha é quase totalmente coberta por florestas. Somente tem uma parte onde ficam os cientistas que trabalham lá. A floresta é totalmente perigosa. E, de acordo com Carolyn: "- Nunca saia à noite sem uma lanterna. De noite, não é a gente que manda aqui. De noite, este é o mundo dos animais." Algumas coisas que você pode encontrar na floresta são: tigres, areia movediça e formigas vermelhas grandes. Além de milhares de insetos irritantes.

## Oloia
Carolyn disse que Baladora foi habitada pelo povo de Oloia: os Oloianos. Eles eram encolhedores de cabeça. A Magia da Floresta tem centenas de anos e pertenceu ao povo de Oloia. A Cabeça Encolhida de Mark foi encolhida pelos Oloianos.